# Viscount Scudamore

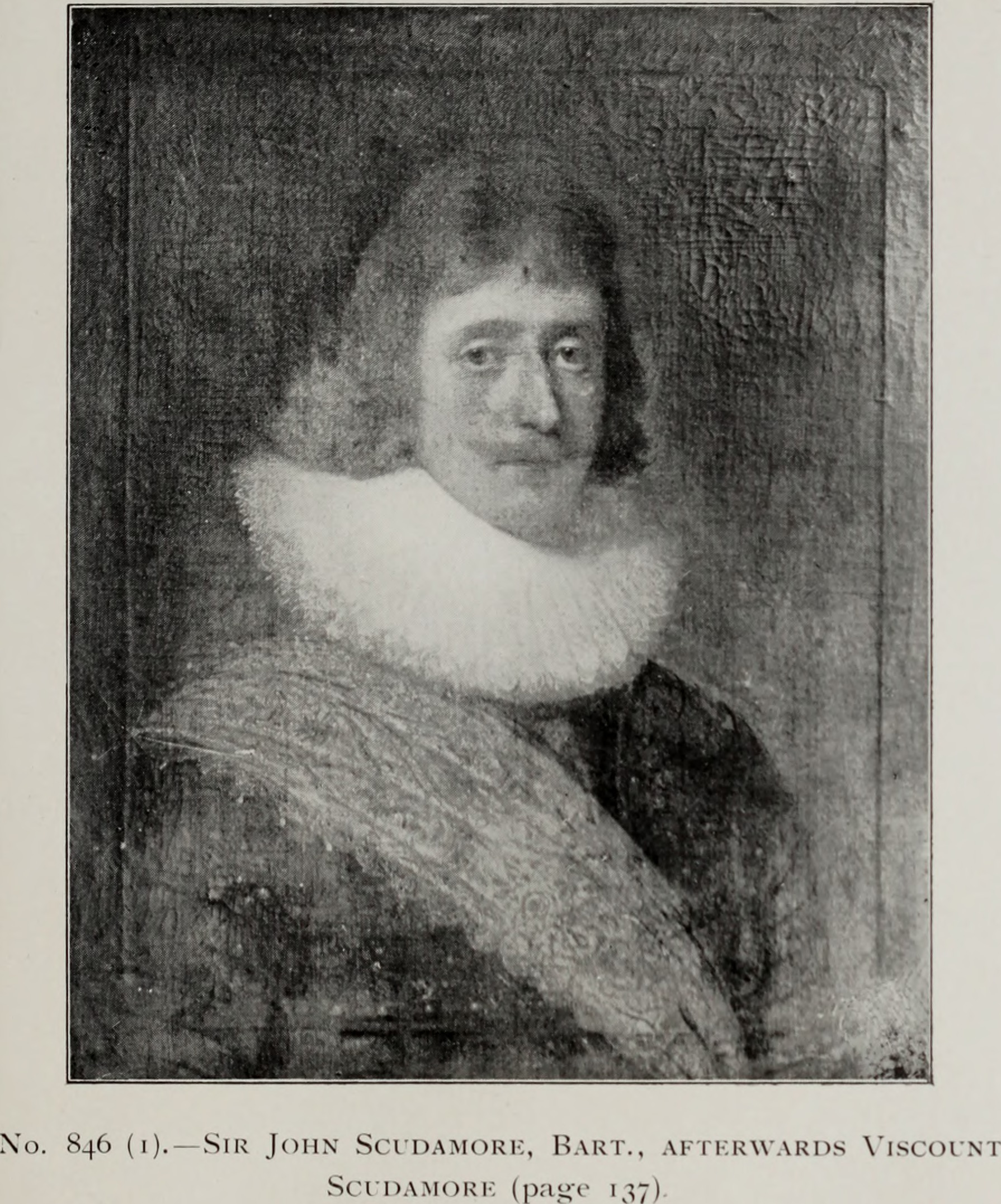
John Scudamore, 1. Viscount Scudamore

Viscount Scudamore, in the County of Sligo, war ein erblicher britischer Adelstitel in der Peerage of Ireland.
Familiensitz der Viscounts war Holme Lacy in Herefordshire.

## Verleihung und nachgeordnete Titel
Der Titel wurde am 1. Juli 1628 dem englischen Politiker und Diplomaten Sir John Scudamore, 1. Baronet, verliehen. Zusammen mit der Viscountwürde wurde ihm der nachgeordnete Titel Baron Dromore verliehen. Bereits am 1. Juni 1620 war er in der Baronetage of England zum Baronet, of Holme Lacy in the County of Hereford, erhoben worden.
Der Titel erlosch am 2. Dezember 1716 beim Tod seines Urenkels, des 3. Viscount.

## Liste der Viscounts Scudamore (1628)
- John Scudamore, 1. Viscount Scudamore (1601–1671)
- John Scudamore, 2. Viscount Scudamore (um 1650–1697)
- James Scudamore, 3. Viscount Scudamore (1684–1716)